# Doug Hamilton
Doug Hamilton, né le 19 août 1958 à Toronto, est un rameur d'aviron canadien. 

## Carrière
Doug Hamilton participe aux Jeux olympiques de 1984 à Los Angeles et remporte la médaille de bronze avec le quatre de couple canadien composé de Mike Hughes, Phil Monckton et Bruce Ford.